# José Loyola
José Eulalio Loyola Fernández (Cienfuegos, Cuba, 1941) es un compositor, profesor y flautista cubano.

## Formación académica
José Loyola comenzó sus estudios de flauta con su padre, Efraín Loyola, y continuó en la Escuela Nacional de Arte (Cuba), con los profesores Juan Pablo Ondina y Emigdio Mayo en 1963. Loyola concluyó sus estudios de nivel medio de música en 1967, y más tarde recibió instrucción del destacado profesor norteamericano Federico Smith.
En 1967, Loyola recibió una beca para estudiar composición en la Escuela Superior de Música de Varsovia con los profesores Grażyna Bacewicz, Andrzej Dobrowolski y Witold Rudziński. En 1973 concluyó sus estudios, y de 1981 a 1985 obtuvo un título de Doctor en Música en la Academia Frederick Chopin de Varsovia.

## Actividad profesional
José Loyola inició su carrera artística como flautista en la orquesta de su padre, Efraín Loyola, y en esa época realizó arreglos para las famosas agrupaciones de Elio Revé, Pancho el Bravo y la Orquesta Modelo. 
Loyola fungió como profesor de Composición y Orquestación, así  como miembro de la «Comisión de Grados Científicos» del Instituto Superior de Arte (La Habana). Él también colaboró con las Secciones de Música de la Brigada Hermanos Sáiz  y la Unión de Escritores y Artistas de Cuba (UNEAC), y participó como jurado en los Concursos de Composición Musical de la UNEAC, en 1975 y 1976.
En Polonia, José Loyola trabajó como flautista y arreglista del Cuarteto del pianista polaco Frederyk Babinski, con el cual participó en los festivales "Jazz Jamboree», de Varsovia, y «Jazz de Oder», en la ciudad de Breslavia, así como también en el Festival de Komeda. Durante esa época, Loyola también colaboró en la grabación de la banda sonora de varios filmes polacos con el Cuarteto de Frederyk Babinski.
José Loyola participó activamente en numerosas actividades culturales a nivel internacional, tales como el Simposio sobre Ópera, Ballet y Teatro Musical en Sofía, Bulgaria, 1976; el Coloquio Civilización Negra y Educación en Lagos, Nigeria, 1977; el Encuentro de Dirigentes de Música y Compositores de los Países Socialistas en Moscú y Tbilisi, 1977; el Coloquio Internacional de Música en Buenos Aires, 1988; el Coloquio Internacional sobre el Bambuco en México, 1990; el Coloquio Internacional sobre el Bolero en Venezuela, 1994 y 1995. En 1987, él fundó los festivales "Boleros de Oro» organizados por la Unión de Escritores y Artistas de Cuba (UNEAC). Más recientemente, José Loyola ha creado la «Charanga de Oro», una agrupación musical cuya formación estructural está basada en el formato clásico  de la «charanga francesa», que surge en los primeros años del XX como derivación de la orquesta típica o de viento.

## Premios y reconocimientos
•Premio Anual de Reconocimiento por el conjunto de su obra. (1992)
•Orden «Juan Marinello» (1996)
•Medalla «Alejo Carpentier» (2002)

## Obras
Piano
- Tres piezas cubanas.
- Percusión
- Música viva núm. 1.

Música de cámara
- Construcción, Ensamblaje, para conjunto de viento metal
- Música, para flauta y cuerdas, 1970
- Música viva núm. 4, para conjunto de cámara
- Música de cámara, 1975; Pas de deux, para flauta y oboe
- Sinfonietta, para orquesta de cuerdas, quinteto de viento y piano
- Trío, para oboe, clarinete y fagot.

Conjunto instrumental
- Canción del soy todo II, texto: Eloy Machado, para oboe, recitador y percusión afrocubana
- Canto negro, texto: Nicolás Guillén, para barítono, coro mixto, piano y percusión
- Homenaje a Brindis de Salas, para violín solo
- Música viva núm. 3, para flauta y percusión afrocubana
- Poética del Guerrillero, texto: Carlos Pellicer, para trompeta, coro y orquesta de cuerdas
- Tres imágenes poéticas, para barítono, piano e instrumentos de percusión.
- Orquesta sinfónica
- Música viva núm. 2. Música viva núm. 3
- Textura sonora, 1979
- Tropicalia.

Coro
- Antipoemas, texto: Nicanor Parra
- Cinco poemas, para coro mixto a capela
- Variaciones folklóricas, para barítono, coro, piano y percusión.

Ópera
Monzón y el rey de Koré, 1973, «basada en una epopeya anónima africana Bambará, de la región de Segú, República Democrática de Mali».